# Eva X Moberg
Eva Maria Moberg, känd som Eva X Moberg, född 13 maj 1962 i Jukkasjärvi församling i Norrbottens län, död 4 maj 1999 i Hägerstens församling i Stockholm, var en svensk journalist och vänsterpolitisk aktivist. 
Eva X Moberg var aktiv på 1980-talet inom husockupantrörelsen och var från 1986 redaktör för den anarkistiska tidskriften Brand. Under hennes ledning blev denna vid sidan av sin politiska funktion en kulturtidskrift med läsare också utanför den egna rörelsen. Då den utomparlamentariska vänstern på 1990-talet kom att rikta sig mot att bekämpa nynazismen, satsade Moberg i stället själv på hjälp och solidaritetsarbete för krigets offer i Bosnien, genom Arbetarkonvojen och Ship to Bosnia. Hon lämnade redaktörskapet för Brand 1994 och blev samma år kulturmedarbetare och kolumnist vid Aftonbladet.
Eva X Moberg erhöll 1998 Vilhelm Moberg-stipendiet av tidningen Arbetaren för sin politiska journalistik och fick i april 1999 Cancerfondens journalistpris för sina artiklar om den sjukdom som skulle ta hennes liv en månad senare.